# Bartąg (jezioro)
Bartąg, potocznie Bartążek (dawn. Bartężkowe, Bartajskie, niem. Klein Bertunger See, hist. Bertingen, Berting) – jezioro położone w dorzeczu rzeki Łyny, w gminie Stawiguda (powiat olsztyński, województwo warmińsko-mazurskie), około 4 km na południe od granic Olsztyna.

## Nazwa
Nazwa jeziora pochodzi od pruskiego pola (lauksu) Berting, znajdującego się w ziemi Berting (terra Bertingen) i ma związek z bartnictwem.

## Miejscowości
Nad jeziorem położone są trzy miejscowości, historycznie ze sobą powiązane. Na południowym krańcu jeziora leży wieś Bartążek (niem. Klein Bertung), na północno-wschodnim osada Owczarnia (niem. Neu Bertung). Na zachód od jeziora znajduje się wieś Bartąg (niem. Gross Bertung).

## Charakterystyka
Według regionalizacji fizycznogeograficznej Polski jezioro znajduje się na Pojezierzu Olsztyńskim.
Brzegi przeważnie o łagodnych stokach i tylko miejscami strome, długość linii brzegowej wynosi 4400 m. Jezioro położone w krajobrazie rolniczym (otwartym) z nielicznymi nadbrzeżnymi drzewami. W zlewni znajdują się łąki, pola uprawne oraz zabudowania. Dno przy brzegu piaszczyste, głębiej muliste. Szuwary porastają na prawie całej linii brzegowej. Wśród elodeidów występują rdestnice, ramienice i rogatek.
Do jeziora wpływają nieliczne, małe drobne cieki śródpolne, a wypływa niewielki ciek (w części południowej), regulowany zastawką (odpływ częściowo prowadzony drenami), kierując się do Jeziora Kielarskiego.

## Ryby
W jeziorze występują następujące gatunki ryb:
- leszcz
- płoć
- okoń
- szczupak
- węgorz
- jazgarz
- kiełb